# Пушкарьова (присілок)
Пушкарьо́ва (рос. Пушкарёва) — присілок у складі Упоровського району Тюменської області, Росія.
Населення — 96 осіб (2010, 108 у 2002).
Національний склад станом на 2002 рік:
- росіяни — 85 %